# گودرون

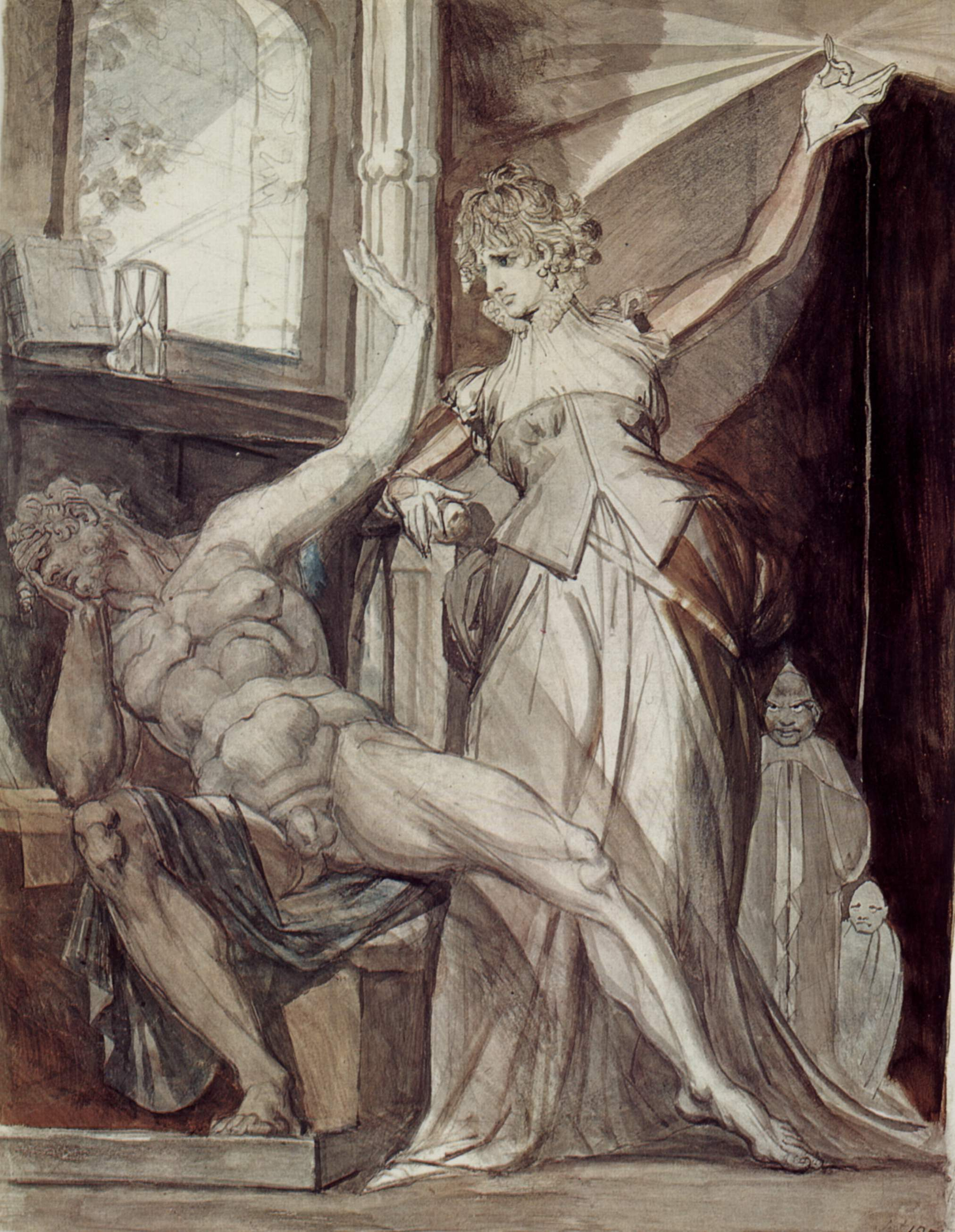
کریم‌هیلد و گونتر، اثر هنری فوسلی، ۱۸۰۷

گودرون (به زبان نورس باستان: Guðrún) یکی از شخصیت‌های کلیدی در ادبیات ژرمنی به‌شمار می‌رود. او دختر گیوکی پادشاه جنوب راین و ساحره‌ای به نام گریم‌هیلد بود. گودرون همچنین همسر زیگورد شخصیت اصلی حماسهٔ ولسونگا ساگا و خواهر گونار، هاگنی و گوتورم بود. او با نام کریم‌هیلد در سرود نیبلونگ‌ها و گوترون در اپرای حلقه نیبلونگ اثر ریشارد واگنر حضور دارد. از آنجایی که چرخه واگنر با تشییع جنازه زیگفرید و عواقب فوری آن به پایان می‌رسد، شامل ازدواج او با آتلی/اتزل یا انتقام مرگ زیگفرید نمی‌شود.

## اساطیر اسکاندیناوی
هنگامی که زیگورد به دربار گیوکی در جنوب راین آمد، گودرون عاشقش شد، اما در حقیقت زیگورد عاشق برون‌هیلد بود که در اولین دیدار با یکدیگر نامزد شده بودند. برونهیلد دوست گودرون بود و این دو دربارهٔ آینده با یکدیگر به گفتگو می‌نشتند. برونهیلد رؤیاهای گودرون را تعبیر و سرنوشت غمناک او را پیشگویی کرد: او با زیگورد ازدواج می‌کند و پس از مدتی او را از دست می‌هد. زیگورد با تمام گنجینهٔ خود وارد قصر گیوکی شد. گیوکی از او استقبال کرد و گریم‌هیلد به سرعت دریافت که زیگورد می‌تواند برای خانوادهٔ آن‌ها سرمایهٔ بزرگی باشد، فقط کافی بود که عشق برون‌هیلد را از یاد ببرد.
چنین شد که گریم‌هیلد به زیگورد دلاور معجونی جادویی خورانید تا همه چیز را دربارهٔ معشوقه‌اش برونهیلد فراموش کند و با دخترش گودرون ازدواج کند. گونار نیز از این فرصت استفاده کرد و برای دادن اجازهٔ ازدواج خواهرش با زیگورد، از او برای به دست آوردن برون‌هیلد درخواست کمک کرد. زیگورد خود را به جای گونار جا زد و برون‌هیلد را نجات داد. برون‌هیلد که بسیار ناامید شده بود که شخصی دیگر به غیر از زیگورد برای رهایی او آمده به ناچار با گونار ازدواج کرد. سپس زیگورد که دیگر حافظه‌ای از برون‌هیلد نداشت، شیفتهٔ گودرون شد و با او ازدواج کرد. آن‌ها مراسم ازدواج باشکوهی برپا کردند، و به منظور بستن عقد اتحاد با یکدیگر گونار، هوگنی و زیگورد سوگند برادری خونی یاد کردند. آن‌ها صاحب فرزندانی دوقلو شامل دختری زیبا به نام سوان‌هیلد و پسری به نام زیگموند زیگوردارسون شدند. پس از گذشت مدتی، بعد از ازدواج برون‌هیلد با برادرش گونار، گودرون و برون‌هیلد با یکدیگر به مشاجره پرداختند. زیگورد مقداری از قلب اژدهای فافنیر را به گودرون داد تا بخورد، و گودرون پس از خوردن آن، ظالم‌تر و خردمندتر از قبل شد.
مدتی بعد، برون‌هیلد و گودرون بر سر اینکه کدام یک بر دیگری تفوق دارد به جدال برخاستند. برون‌هیلد مدعی بود که شوهرش برتر است، زیرا از میان حلقه آتش عبور کرده تا او را نجات دهد. گودرون که از سخنان برونهیلد دربارهٔ همسرش به خشم آمده بود، حقیقت را دربارهٔ اینکه توسط چه کسی و چگونه آزاد شدنش از میان شعله‌های آتش را برای برونهیلد آشکار ساخت و برای اثبات حرفش حلقهٔ بزرگ را به او نشان داد. برونهیلد که متوجه شد فریب خورده است، از شدت خشم تصمیم گرفت نقشهٔ قتل زیگورد را ترتیب دهد. وقتی برادر گودرون، گوتورم زیگورد را به قتل رساند، پسرش زیگموند نیز در روز مراسم تدفین زیگفرید و برونهیلد کشته شد. برون‌هیلد که او را از پسرش محروم کرد و گودرون که دیگر تحمل زندگی با خانواده‌اش را نداشت، با دخترش سوان‌هیلد پا به فرار گذاشت. وی مدتی در بیابان پنهان شد، و سپس به حالت تبعید در دانمارک زندگی کرد و برای مدتی با شاه آلف، ناپدری زیگورد زیست.
سال‌ها بعد، آتلی (بر اساس آتیلا رهبر قوم هون) برادر برونهیلد خواستار ازدواج با گودرون شد. برادرش گونار و مادرش گریم‌هیلد سعی به تشویق وی برای ازدواج با آتلی شدند. اما گودرون که در رؤیاهای خود دیده بود، آتلی موجبات مرگ برادر و خانواده‌اش می‌شود، پیشنهاد او را رد کرد. برای بار دیگر گریم‌هیلد از معجون جادویی این بار بر روی دختر خود استفاده کرد و سبب فراموشی او شد. گودرون دخترش را رها کرد و با آتلی ازدواج نمود. آن‌ها صاحب دو پسر به نام‌های ارپر و ایتیلی شدند. اگرچه او از ازدواجش با آتلی ناراضی بود و بعدها دریافت که او فقط برای رسیدن به گنجینهٔ زیگورد (که در حال حاضر نزد برادرانش گونار و هوگنی قرار داشت) و انتقام مرگ خواهرش برونهیلد، با او ازدواج کرده است. سرانجام گودرون با کشتن هر دو پسرش و به آتش کشیدن دربار، آتلی و افرادش را سوزاند و سعی در غرق کردن خود نمود، اما توسط شاه یوناکر نجات پیدا کرد و همسر وی شد. او مادر سه پسر به نام‌های هامدیر، سورلی و ارپ شد. اما وقتی که دخترش سوانهیلد، به دست پادشاه پیر و خودکامه‌ای به نام یورمونرک به طرز وحشتناکی کشته شد، برای گرفتن انتقام، هر سه پسر خود را دقیقاً به همان شکل مجازات کرد.
همچنین داستانی دربارهٔ والکیری بودن گودرون وجود دارد، که عاشق هلگی، برادر ناتنی زیگورد شد و با او ازدواج کرد.